# Amt Joldelund
Das Amt Joldelund war ein Amt im Kreis Husum in Schleswig-Holstein. Zu ihm gehörten die  vier Gemeinden Goldebek, Goldelund, Joldelund und Kolkerheide. 

## Geschichte
1889 wurde im Kreis Husum der Amtsbezirk Joldelund aus der Kirchspielslandgemeinde Joldelund gebildet. Diese bestand aus den vier Dorfschaften Goldebek, Goldelund, Joldelund und Kolkerheide. 1934 wurden die Kirchspielslandgemeinde aufgelöst und die Dorfschaften bildeten eigenständige Landgemeinden.
1948 wurde der Amtsbezirk aufgelöst und die vier Gemeinden bildeten das Amt Joldelund. Mit Bildung des Kreises Nordfriesland wurde das Amt 1970 aufgelöst und die Gemeinden bildeten mit den Gemeinden der Ämter Bohmstedt und Breklum das Amt Bredstedt-Land. 